# Daniella Sarahyba
Daniella Sarahyba Fernandes (ur. 8 lipca 1984 w Rio de Janeiro) – brazylijska modelka. Karierę rozpoczęła w wieku 12 lat w 1996 roku. Od 2004 roku związana jest z nowojorską agencją modelek IMG. W 2005 i 2006 jej zdjęcia znalazły się w Sports Illustrated Swimsuit Issue. Związana kontraktami z H&M i Benettonem.